# Центральный банк Судана
Центральный банк Судана (араб. بنك السودان المركزى‎, англ. Central Bank of Sudan) — центральный банк Республики Судан.

## История
До 1960 года в Судане не существовало центрального банка, его функции были разделены между Министерством финансов Судана, Валютным советом Судана и отделением Национального банка Египта.
В 1959 году учреждён государственный Банк Судана. Банк начал операции 22 февраля 1960 года.
В 2006 году банк переименован в Центральный банк Судана.